# Mari Okada
Mari Okada (岡田 麿里, Okada Mari, nascuda el 23 d'abril de 1976) és un guionista, director i mangaka. És una de les escriptores més prolífiques que treballa actualment a la indústria de l'anime. Va guanyar el 16è premi Animation Kobe..
Entre els seus crèdits, Okada és més coneguda pel seu treball d'escriptura i producció en sèries i pel·lícules d'anime aclamades, com ara Toradora!, Anohana, Gosick, The Pet Girl of Sakurasou, Maquia: When the Promised Flower Blooms, i la seva sèrie original de manga i la seva adaptació a l'anime O Maidens in Your Savage Season.

## Primers anys
Okada va néixer a Chichibu (Saitama). Ha afirmat que sovint va patir assetjament escolar a l'escola i, per tant, va ser absent per fer front a l'ansietat social.. Per tant, passaria la major part del temps sola a casa escrivint històries. Creu que a poc a poc li va ajudar amb l'ansietat i la resocialització. També ha afirmat que ningú a la seva vida "tenia grans esperances en ella" i que, com a senior, se li va dir repetidament que "no sobreviuria al món real". Va inscriure's a la Tokyo Amusement Media School per estudiar indústria de l'entreteniment i disseny de jocs.

## Carrera
A través dels seus estudis, Okada va desenvolupar una passió per l'escriptura de guions, però li va costar prendre's-ho seriosament com a professió a causa de la seva ansietat social. Els seus primers treballs van incloure la creació d'escenaris per a la pornografia directe a vídeo i la transcripció d'entrevistes per a una revista. Va ser a través d'aquest últim treball que va conèixer Tetsurō Amino, que li va demanar que aportés algunes de les seves idees per a la trama de DT Eightron. Va continuar escrivint el guió de cinc episodis i la connexió amb Amino va ajudar a iniciar la seva carrera. Okada va presentar una idea per al seu primer anime original, basada en la seva experiència. El guió era inèdit, però diversos elements s'utilitzarien en algunes de les seves obres. Després de diversos anys, la seva reputació dins de la indústria havia crescut considerablement, amb el guió de nombroses sèries d'èxit. Okada va escriure el guió de la seva pel·lícula d'anime debut com a directora Maquia: When the Promised Flower Blooms. Va ser ben rebut per la crítica i va ser guardonat amb el premi a la millor pel·lícula d'animació al 21è Festival Internacional de Cinema de Xangai.

## Obress

### Manga
- O Maidens in Your Savage Season (2016–2019; escriptora)[6]
- Shisutarejisuta (2024–) - Col·laboració amb Makoto Ojiro.[7]

### Televisió
- DT Eightron (1998; guió, eps. 9, 15, 17, 20, 22)
- Angel Tales (2001; guió, eps. 1-13)
- Crush Gear Nitro (2003; guió, eps. 9, 17, 19, 30-31, 40-41, 48)
- Hamtaro (2003; guió, eps. 146, 152, 157, 165, 172, 177, 185, 191, 197, 202, 204, 208, 217, 223, 228, 233, 238-239, 243, 248, 255)
- Popolocrois (2003; guió, eps. 5, 9, 17, 20, 24)
- Diamond Daydreams (2004; guió, eps. 3-4, 7)
- Kyo kara Maoh! (2004; guió, eps. 5, 11-12, 17, 22, 28, 32, 39, 44, 47, 49, 52, 58, 61, 65, 70)
- Rozen Maiden (2004; guió, eps. 4, 8-9)
- Basilisk (2005; guió, eps. 3, 6, 12, 14, 16, 20)
- Canvas 2: Niji Iro no Sketch (2005; scenario, eps. 3, 5, 11, 14, 22)
- Animal Yokochō (2005; scenario, eps. 62, 66, 78, 92)
- Rozen Maiden: Träumend (2005; guió, eps. 4, 9, 11)
- Fate/stay night (2006; guió, eps. 4, 9, 12, 16, 20, 24)
- Aria – The Natural (2006; guió, eps. 9-10, 14, 23)
- Simoun (2006; guió, eps. 12-13, 15-16, 18, 20-21, 23-24)
- Sasami: Magical Girls Club (2006; composició de sèrie)
- Sasami: Magical Girls Club Season 2 (2006; composició de sèrie)
- Red Garden (2006; guió, eps. 5, 8, 13, 17-18, 21-22)
- Venus to Mamoru (2006; composició de sèrie)
- Sketchbook ~full color'S~ (2007; composició de sèrie)
- Kodomo no Jikan (2007; composició de sèrie)
- True Tears (2008; composició de sèrie)
- Vampire Knight (2008; composició de sèrie)
- Vampire Knight Guilty (2008; composició de sèrie)
- Toradora! (2008; composició de sèrie)
- Black Butler (2008; composició de sèrie)
- Kyo kara Maoh! 3rd Series (2008; guió, ep. 22)
- Canaan (2009; composició de sèrie)
- The Book of Bantorra (2009; composició de sèrie)
- Darker Than Black: Gemini of the Meteor (2009; composició de sèrie)
- Black Butler II (2010; composició de sèrie)
- Otome Yōkai Zakuro (2010; composició de sèrie)[8]
- Gosick (2011; composició de sèrie)[9]
- Fractale (2011; composició de sèrie)[10]
- Wandering Son (2011; composició de sèrie)[11]
- Anohana: The Flower We Saw That Day (2011; composició de sèrie)[12]
- Hanasaku Iroha (2011; composició de sèrie)[13]
- Aquarion Evol (2012; composició de sèrie)[14]
- Black Rock Shooter (2012; composició de sèrie)[15]
- Lupin the Third: The Woman Called Fujiko Mine (2012; composició de sèrie)[16]
- AKB0048 (2012; composició de sèrie)[17]
- Blast of Tempest (2012; composició de sèrie)[18]
- The Pet Girl of Sakurasou (2012; composició de sèrie)[19]
- AKB0048 next stage (2013; composició de sèrie)
- Ganbare! Lulu Lolo - Tiny Twin Bears (2013; guió, eps. 6-10, 21-23)[20]
- Nagi no Asukara (2013; composició de sèrie)[21]
- Selector Infected WIXOSS (2014; composició de sèrie)[22]
- M3: The Dark Metal (2014; composició de sèrie)[23]
- Selector Spread WIXOSS (2014; composició de sèrie)
- Gourmet Girl Graffiti (2015; composició de sèrie)[24]
- Mobile Suit Gundam: Iron-Blooded Orphans (2015; composició de sèrie)[25]
- Kiznaiver (2016; composició de sèrie)[26]
- The Lost Village (2016; composició de sèrie)[27]
- Dragon Pilot: Hisone and Masotan (2018; composició de sèrie)[28]
- Rinshi!! Ekoda-chan (2019; guió, ep. 2)
- O Maidens in Your Savage Season (2019; composició de sèrie, creador original)[29]
- Oni: Thunder God's Tale (2022; guió)[30]

### Animació en vídeo original
- Dead Girls (2007; guió)
- Kodomo no Jikan: Anata ga Watashi ni Kureta Mono (2007; composició de sèrie)
- Kodomo no Jikan Nigakki (2009; composició de sèrie)
- Kodomo no Jikan: Kodomo no Natsu Jikan (2011; composició de sèrie)
- Rurouni Kenshin: New Kyoto Arc (2011; composició de sèrie)
- Koitabi: True Tours Nanto (2013; composició de sèrie)[31]
- Zetsumetsu Kigu Shojo Amazing Twins (2014; composició de sèrie)[32]
- Winter Oath, Summer Festival, Takeo Ōkusu (2016; guió)[33]
- Cup's Promise, First Love of Arita (2016; guió)[34]

### Pel·lícules d'anime
- Kaiketsu Zorori: Quest For The Mysterious Treasure (2006; guió)
- Cinnamon the Movie (2007; guió)
- Hanasaku Iroha: The Movie – Home Sweet Home (2013; guió)
- Kaiketsu Zorori: Uchu no Yusha-tachi (2015; guió)
- The Anthem of the Heart (2015; guió)[35]
- Maquia: When the Promised Flower Blooms (2018; director, guió)[36]
- Her Blue Sky (2019; guió)[37]
- Kimi dake ni Motetainda (2019; guió)[38]
- A Whisker Away (2020; guió)[39]
- Maboroshi (2023; director, guió)[40]
- Fureru (2024; guió)[41]

### Pel·lícules d’imatge real
- My Teacher (2017; guió)
- Ankoku Joshi (2017; guió)
- The Flowers of Evil (2019; guió)